# Duálmutató
A duálmutató a teljes megoszlás átlaga feletti értékek átlagának és a teljes megoszlás átlaga alatti értékek átlagának a hányadosa. Egyszerűsége és világos tartalma miatt igen népszerű módszer. E mutató a (területi) polarizáltság mérőszámai közé sorolható.
Képlete:
- Súlyozatlan:

D= Xm/Xa
Jelölések:
Xátl= Xi számtani átlaga
Xm= az Xátl-nál nagyobb Xi értékek számtani átlaga
Xa= az Xátl-nál nem nagyobb Xi értékek számtani átlaga
- Súlyozott:

D=Ym/Ya
Jelölések:
Yátl= Yi súlyozott átlaga
Ym= az Yátl-nál nagyobb Yi értékek súlyozott átlaga
Ya=az Yátl-nál  nem nagyobb Yi értékek súlyozott átlaga
Mértékegysége: dimenziótlan
Értékkészlete:1≤D<∞

## Éltető–Frigyes-index
E formula másik, a jövedelem egyenlőtlenségek kutatásából ismert elnevezése az Éltető–Frigyes-index. Éltető Ödön és Frigyes Ervin magyar statisztikusok írták le elsőként. Ebben az esetben az átlag fölötti jövedelmek átlagát az átlag alatti jövedelmek átlagával vetjük össze. Teljes jövedelemegyenlőség esetén a mutató értéke 1, ennél nagyobb érték esetén az index azt a jövedelmi ollót mutatja, amely az átlagosan gazdagok (átlag felettiek) és az átlagosan szegények (átlag alattiak) jövedelme között fennáll.